# Diocesi di Lodomeria
La diocesi di Lodomeria (in latino Dioecesis Ladimirensis) è una sede soppressa della Chiesa cattolica in Ucraina.
Nelle fonti bibliografiche si trovano anche le forme Lodomiria o Vladimiria (Volodimiriensis, Vladimirensis).

## Storia
Dopo che Casimiro il Grande, re di Polonia conquistò la Volinia (1348/1349), iniziò a preparare la fondazione in queste terre di diocesi di rito latino. Nella lettera apostolica ai vescovi della Polonia Attendentes innumera del 14 marzo 1351, papa Clemente VI accenna a questo progetto del re, ed è probabile che tra questi septem episcopatus cum suo metropolitano ci fosse anche quello di Lodomeria (Volodymyr).
Tuttavia, la prima menzione di una diocesi di Lodomeria è nella lettera apostolica con cui, il 2 maggio 1358, papa Innocenzo VI nominava il domenicano Pietro alla guida dell'ecclesia Ladimiriensis, rimasta vacante da molto tempo. Già in precedenza Pietro era stato scelto per la sede di Lodomeria da Agostino, vescovo titolare di Selimbria, su mandato del patriarca latino di Costantinopoli, e consacrato dal vescovo di Meissen. Questa nomina fu annullata da Innocenzo VI.
La diocesi di Lodomeria comprendeva la Volinia e la Podolia, anche se quest'ultimo territorio passò in seguito alla diocesi di Kamenec.
Dopo la morte di Pietro, papa Gregorio XI, con il breve Apostolatus officium del 5 maggio 1371, nominò l'agostiniano Hynko come nuovo vescovo. Di questa nomina il papa informò anche il capitolo dei canonici della cattedrale, i fedeli e il metropolita di Halyč. Questo breve apostolico è la prima testimonianza storica dell'esistenza della sede metropolitana di Halyč.
Il 14 luglio 1372 Gregorio XI incaricò l'arcivescovo di Gniezno e i vescovi di Cracovia e di Płock di indagare se la chiesa di Lodomeria avesse effettivamente i diritti di chiesa cattedrale. La medesima indagine fu richiesta anche per le sedi di Halyč, Przemyśl e Chełm. Evidentemente nella Curia pontificia non era chiaro se queste diocesi fossero reali, canonicamente istituite, o invece solo delle sedi titolari.
L'inchiesta dei prelati polacchi confermò che queste diocesi erano sedi episcopali residenziali. Il 13 febbraio 1375, con la bolla Debitum pastoralis officii, Gregorio XI ribadì le conclusioni della commissione pontificia da lui istituita (ecclesias fuisse et esse Cathedrales). Ma, per eliminare ogni dubbio, il papa eresse nuovamente tutte queste diocesi (ipsas ecclesias ad cautelam de novo in cathedrales erigimus), sottomettendole alla provincia ecclesiastica di Halyč.
Dal punto di vista politico, la Volinia era divisa tra Polonia e Lituania. All'inizio del Quattrocento la rivalità tra le due potenze portò alla divisione della diocesi di Lodomeria. Infatti, il 17 febbraio 1400 papa Bonifacio IX nominò per la sede di Lodomeria il domenicano Gregorio di Butzkow (Grzegorz Buczkowski) su richiesta di Vitoldo, granduca di Lituania. Tuttavia, lo stesso papa, su richiesta del re polacco Ladislao II Jagellone, il 12 maggio 1404 nominò un altro vescovo per la Volinia, il carmelitano Świętosław, con sede a Luc'k. La Volinia fu così divisa in due diocesi, Lodomeria per la parte lituana e Luc'k per la parte polacca.
Questa situazione causò, oltre a difficoltà politiche, non poche incomprensioni e lamentele in campo ecclesiastico. Il vescovo Gregorio si presentò personalmente al concilio di Pisa (1409) e accusò di usurpazione il vescovo Świętosław. Il papa pisano Alessandro V, con la bolla Regimini universalis ecclesiae del 3 agosto 1409 incaricò il vescovo Pietro di Cracovia di risolvere la controversia. Non è noto l'esito di questo intervento. La divisione in due diocesi esisteva ancora nel 1418.
La controversia ebbe termine probabilmente solo dopo la morte dei due vescovi. Il 21 dicembre 1425 papa Martino V trasferì propter varias iustas causas la sede della diocesi di Lodomeria, rimasta vacante, a Luc'k, in eadem dioecesis, e nominò nuovo vescovo Andrzej Spławski.

## Cronotassi
- Piotr, O.P. † (2 maggio 1358 - 1370 deceduto)
- Hynek (Hynko) Zając z Hasenburga † (5 maggio 1371 - 1373 dimesso)
  - Sede vacante (1373-1380)[15]
- Mikołaj † (1380 - 17 febbraio 1400 nominato vescovo titolare di Selimbria)
- Grzegorz Buczkowski, O.P. † (17 febbraio 1400 - circa 1424 deceduto)